# Land of Confusion
«Land of Confusion» (с англ. — «Земля неразберихи») — сингл британской рок-группы Genesis из тринадцатого студийного альбома Invisible Touch, выпущенный 6 июня 1986 года; одна из наиболее резких и политизированных песен группы. Автором текста является Майк Резерфорд.
«Land of Confusion» достиг 4-й строчки в чарте США и 14-й — в чарте Великобритании, видеоклип получил премию «Грэмми». Обложка сингла пародирует альбом «With the Beatles», на ней изображены куклы Genesis из американского кукольного шоу «Spitting Image», которые также используются в клипе.

## Видеоклип
Песня широко известна благодаря видеоклипу, который активно ротировался на MTV. В клипе использованы марионетки из сатирического кукольного шоу «Spitting Image». После того как Фил Коллинз увидел карикатуру на себя, он договорился с создателями шоу, Питером Флаком и Роджером Лоу, о создании кукол других участников группы и будущих персонажей музыкального видео.
Видеоклип начинается с супружеской четы Рональда и Нэнси Рейган, готовящихся ко сну в 16:30. С ними в кровати лежит огромная шимпанзе (отсылка к комедии «Бонзо, пора спать!» с участием Рейгана). Нэнси читает неавторизованную биографию Фрэнка Синатры «His Way» (в которой содержатся намёки на сексуальную связь Синатры и самой Нэнси, ещё до замужества с Рейганом). Рейган, обнимающий плюшевого медвежонка, засыпает и видит ночной кошмар.
Показываются ноги, строевым шагом идущие через болото с торчащими головами политиков-участников холодной войны и подбирающие их (аллюзия на комедийный фильм ужасов «Motel Hell»). Далее Рейгану снятся мировые лидеры, выступающие перед толпой с огромных экранов; среди них: Бенито Муссолини, аятолла Хомейни, Муаммар Каддафи и Михаил Горбачёв со своей делегацией (показанные на манер «Крысиной стаи» Синатры). Рейган надевает костюм Супермена и бежит по улице под строчки:
| «Oh Superman where are you now When everything’s gone wrong somehow? The men of steel, the men of power Are losing control by the hour». | «О, Супермен, где ты теперь, Когда всё идёт не так? Люди из стали, могущественные люди Теряют контроль по часам». |

Участники Genesis показаны во время концерта: Тони окружён синтезаторами (среди которых спрятан кассовый аппарат, набитый печеньем), Майк играет на гитаре с четырьмя грифами, Филов Коллинзов двое: один — за барабанной установкой (играет голыми руками), второй — вокалист. Спящий Рейган изображён лежащим в омуте из собственного пота (в один момент над ним проплывает резиновая уточка).
Во время бриджа Рейган вместе с динозавром-моноклоном смотрят по телевизору фрагменты эпизодов «Spitting Image» с участием Гельмута Коля, Джонни Карсона, Ричарда Никсона, Уолтера Кронкайта, Боба Хоупа и Спока (с кубиком Рубика). Действие переносится в доисторические времена, чета Рейганов (вместе с шимпанзе) находится в гостях у динозавров (подбрасывание в воздух кости — отсылка к фильму «Космическая одиссея 2001 года»).
Падающую кость (телефонная трубка) ловит Фил Коллинз и говорит абоненту, что он сегодня «не придёт домой, его поколение всё исправит» (крутящий «мельницу» Пит Таунсенд польщён отсылкой Фила к «My Generation»). На словах «мы не просто даём обещания» кость обрушивается на Дэвида Боуи и Боба Дилана (минуя Мика Джаггера на заднем плане). Пока Коллинз говорит по телефону, на переднем плане можно наблюдать, как Принс сооружает хот-дог прямо на свой язык.
Рейган в костюме ковбоя (отсылка к его непритязательному публичному образу и ранчо) передвигается по городским улицам верхом на моноклоне. Видео приближается к кульминации, даётся изображение большой группы звёзд (среди прочих — Тина Тёрнер, Майкл Джексон, Билл Косби, Мадонна, Халк Хоган), исполняющих благотворительный хит «We Are the World», с Иоанном Павлом II, играющим на электрогитаре.
Рейган просыпается в кровати в собственном поту (Нэнси сидит в водолазной маске) и пытается дотянуться до кнопки вызова медсестры, но промахивается и нажимает кнопку с надписью «ядерная бомба». Раздаётся взрыв. Рейган произносит: «Вот это реально медсестра!», за что получает от Нэнси дыхательной трубкой.
Видео, снятое Джоном Ллойдом и Джимом Юкичем, выиграло премию «Грэмми» в номинации «Лучшее концептуальное музыкальное видео». Видео номинировалось на премию MTV Video Music Award за лучшее видео года, но проиграло клипу бывшего солиста Genesis Питера Гэбриела «Sledgehammer». Высокую оценку видео дал критик Роберт Кристгау
.

## Концертное исполнение
«Land of Confusion» исполнялась во всех последующих турах Genesis — «Invisible Touch», «The Way We Walk», «Calling All Stations» (с Рэем Уилсоном на вокале) и «Turn It On Again: The Tour».
Песня вошла в концертные альбомы The Way We Walk, Volume One: The Shorts и Live over Europe 2007 и присутствует на концертных видео Genesis Live at Wembley Stadium, The Way We Walk - Live in Concert и When in Rome 2007.

## Список композиций
| №  | Название            | Длительность |
| -- | ------------------- | ------------ |
| 1. | «Land of Confusion» | 4:45         |
| 2. | «Feeding the Fire»  | 5:54         |

| №  | Название                           | Длительность |
| -- | ---------------------------------- | ------------ |
| 1. | «Land of Confusion»                | 4:43         |
| 2. | «Land of Confusion» (extended mix) | 6:55         |
| 3. | «Feeding the Fire»                 | 5:54         |
| 4. | «Do the Neurotic»                  | 7:00         |

## Чарты
| Страна         | Чарт                    | Позиция |
| -------------- | ----------------------- | ------- |
| Австралия      | Kent Music Report       | 21      |
| Австрия        | Ö3 Austria Top 40       | 27      |
| Фландрия       | Ultratop 50             | 14      |
| Великобритания | Official Charts Company | 14      |
| Германия       | Media Control Charts    | 7       |
| Ирландия       | IRMA                    | 9       |
| Канада         | RPM                     | 8       |
| Нидерланды     | Dutch Top 40            | 8       |
| Нидерланды     | Single Top 100          | 10      |
| Новая Зеландия | Recorded Music NZ       | 9       |
| США            | Album Rock Tracks       | 11      |
| США            | The Billboard Hot 100   | 4       |
| Финляндия      | Suomen virallinen lista | 18      |
| Швейцария      | Schweizer Hitparade     | 8       |
| Швеция         | Sverigetopplistan       | 10      |

## В записи участвовали
- Фил Коллинз — ударные, перкуссия, вокал;
- Тони Бэнкс — клавишные, синтибас;
- Майк Резерфорд — гитары

## Кавер-версии
- Дэрил Стюрмер[англ.] , сессионный гитарист Genesis, записал версию песни в стиле джаз для своего альбома Another Side of Genesis[24].
- Дэт-метал-группа In Flames записала свою версию песни для EP Trigger[25].
- Поп-певица Нелли Фуртадо исполняла кавер-версию песни во время своего первого тура «Mi Plan Tour» как мэшап с «Powerless (Say What You Want)».
- Евродэнс-коллектив Alcazar позаимствовал припев «Land of Confusion» для своего хита «This Is the World We Live In».
- Хеви-метал-группа Disturbed записала свою версию песни для альбома Ten Thousand Fists и выпустила видеоклип. Кавер стал первым синглом Disturbed, покорившим американский чарт Hot Mainstream Rock Tracks[26].
- Фолк-поп-группа Katzenjammer записала свою версию песни для альбома A Kiss Before You Go и выпустила видеоклип.